# Schaarhörn
Le Schaarhörn est un bateau à vapeur qui a été construit en 1908 au chantier naval et à l'usine de machines de Hambourg-Steinwerder  et mis en service par la délégation du bâtiment du Sénat de Hambourg. Il appartient à la Fondation maritime de Hambourg. Le navire est amarré dans le Sandtorhafen dans la HafenCity à Hambourg. 
Il est classé monument historique (Denkmal) de la ville hanséatique de Hambourg.

## Historique
Après sa mise en service pour la ville de Hambourg en tant que navire de service et à des fins de représentation en 1908, il fut utilisé comme dragueur de mines auxiliaire pendant la Première Guerre mondiale. Après la Première Guerre mondiale, il a repris  son activité d'origine  pour la Wasserstraßen- und Schifffahrtsamt de Cuxhaven. 
À la fin de la Seconde Guerre mondiale, il a participé à l'évacuation des réfugiés de Swinemünde, Pillau, Hela, Stolpmünde et Sassnitz. En 1973, le navire a été vendu au Royaume-Uni (Newcastle upon Tyne) et y a été utilisé comme navire-restaurant jusqu'en 1979.

### Préservation
Après une nouvelle période d'inactivité, le Schaarhörn a été racheté en 1990 par une coentreprise de marchands hambourgeois. En 1993, il a été le premier navire à figurer sur la liste des monuments de Hambourg . Il a été restauré de 1990 à 1995 en tant que mesure de création d'emplois pour les jeunes sous la supervision de le Germanischer Lloyds. Depuis 1995, il est exploité comme un navire musée itinérant par une équipe de bénévoles.
Le navire porte le nom de l'île de Scharhörn, qui appartient à Hambourg, à l'embouchure de l'Elbe en mer du Nord. 

## Galerie

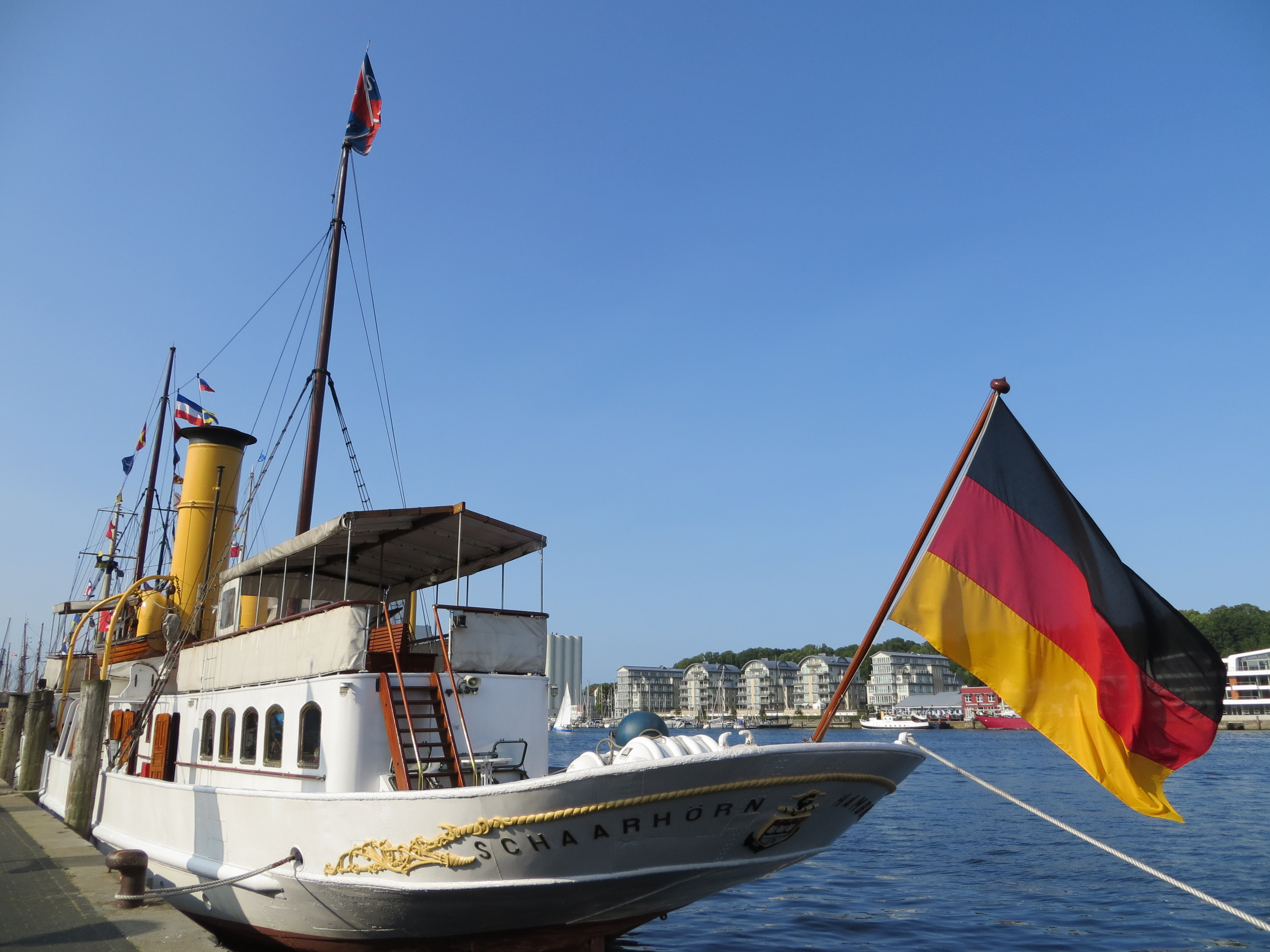
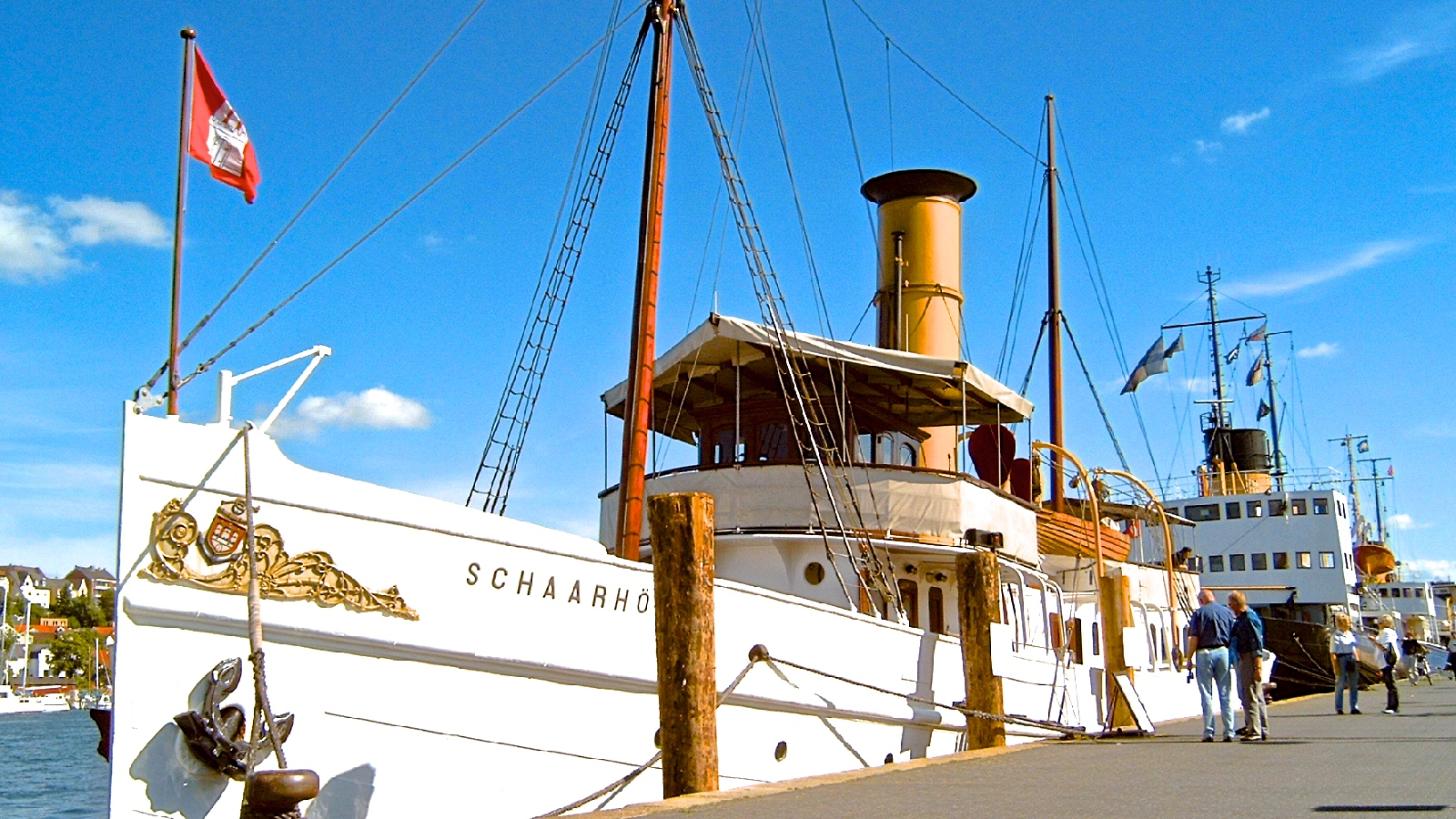
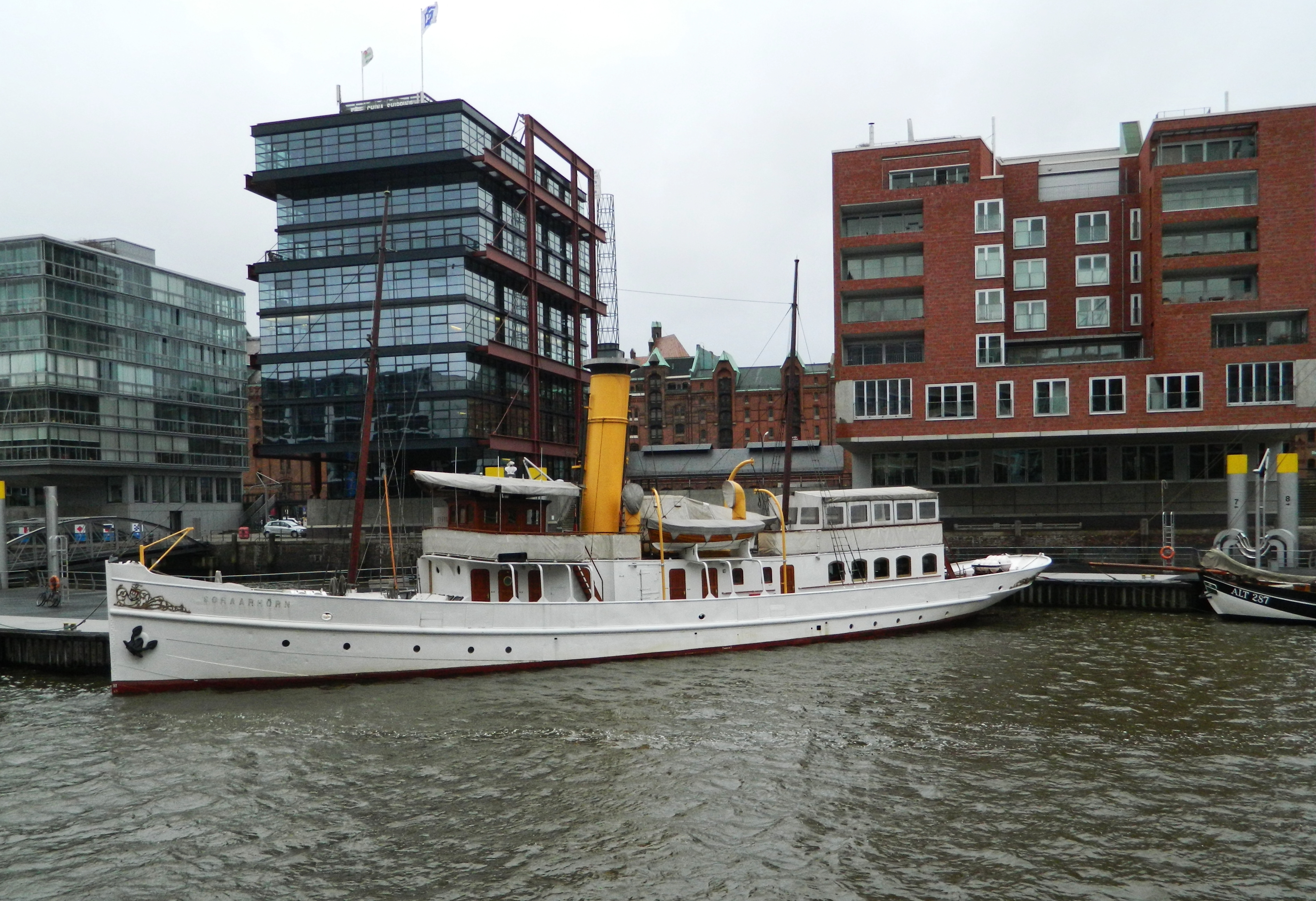